# Alien Origin
Alien Origin (Origen extraterrestre) es una película estadounidense de ciencia ficción y terror producida por The Asylum, dirigida por Mark Atkins, y protagonizada por Vincent Chelsea, Peter Pedrero, Felipe Coc, Trey McCurley y Daniela Flynn.
La película fue lanzada directamente en DVD el 12 de junio de 2012. Como es tradicional en el catálogo The Asylum, Alien Origin es un mockbuster de la película Prometheus de Ridley Scott.

## Argumento
Una unidad de fuerzas especiales es enviada a una misión en la selva de Belice donde los valientes soldados son acompañados por una periodista aventurera y su equipo de filmación, pero, inesperadamente todo el equipo comienza a desaparecer sin dejar rastro. Tiempo después, se encuentra un archivo de vídeo que expone una horrible verdad acerca de la “Génesis” de la vida en la tierra. Esta es la única evidencia.

## Reparto
- Chelsea Vincent como Julia Evans.
- Peter Pedrero como Pedro Santos.
- Felipe Coc como Philip Royce.
- Trey McCurley como el teniente Chris Thompson.
- Daniela Flynn como la doctora Susan Neiman.

## Recepción
Dread Central ha llamado Alien Origin como «la peor película que  [The Asylum] ha lanzado al mercado en años». También comentaba que «no hay trama, no tiene sentido que lo que estamos viendo es en realidad la construcción hacia la nada, sin intriga o suspenso, nada de nada. Ni siquiera hay risas involuntarias. Todo un paso hacia atrás con respecto a los progresos The Asylum había estado haciendo hasta ahora».